# Steenwijkerland
Steenwijkerland é um município dos Países Baixos, situado na província de Overissel. Tem 321,59 km² de área e sua população em 2020 foi estimada em 44.258 habitantes.